# Chiều (không gian vectơ)
Trong toán học, số chiều của một không gian vectơ V là số lượng (tức là số vectơ) trong một hệ cơ sở của V trên trường cơ sở của nó. Nó đôi khi cũng được gọi là số chiều Hamel (theo tên nhà toán học Georg Hamel) hay số chiều đại số để phân biệt nó với các khái niệm chiều khác.
Đối với mọi không gian vectơ đều tồn tại một cơ sở, và mọi cơ sở của một không gian vectơ đều có lực lượng bằng nhau; vì vậy số chiều của một không gian vectơ được xác định duy nhất. Ta nói V là hữu hạn chiều nếu số chiều của V là hữu hạn, và vô hạn chiều nếu số chiều của nó là vô hạn.
Số chiều của một không gian vectơ V trên một trường F có thể được viết dưới dạng dimF(V) hay [V: F], và đọc là "số chiều của V trên trường F". Khi F có thể suy được từ ngữ cảnh, ta thường viết ngắn gọn là dim(V).

## Ví dụ
Không gian vectơ R3 có
{\displaystyle \left\{{\begin{pmatrix}1\\0\\0\end{pmatrix}},{\begin{pmatrix}0\\1\\0\end{pmatrix}},{\begin{pmatrix}0\\0\\1\end{pmatrix}}\right\}}
là một cơ sở chính tắc, vì thế ta có dimR(R3) = 3. Một cách tổng quát hơn, dimR(Rn) = n, và tổng quát hơn nữa, dimF(Fn) = n đối với trường bất kỳ F.
Tập số phức C có thể là một không gian vectơ thực hay phức, vì thế ta có dimR(C) = 2 và dimC(C) = 1. Vì vậy số chiều phụ thuộc vào trường cơ sở.
Không gian vectơ duy nhất có số chiều 0 là {0}, tức là không gian vectơ chỉ gồm phần tử không của nó.

## Tính chất
Nếu W là một không gian con của V thì dim(W) ≤ dim(V).
Để chứng tỏ hai không gian vectơ hữu hạn chiều là bằng nhau, ta thường sử dụng tiêu chí sau đây: nếu V là một không gian vectơ hữu hạn chiều và W là một không gian con của V với dim(W) = dim(V), thì W = V.
Rn có cơ sở chính tắc {e1,..., en}, trong đó ei là cột thứ i của ma trận đơn vị cỡ n. Vì thế Rn có số chiều n.
Hai không gian vectơ bất kỳ trên trường F có số chiều bằng nhau thì đẳng cấu. Mọi song ánh giữa các cơ sở của chúng có thể được mở rộng thành một song ánh tuyến tính giữa hai không gian vectơ.
Một kết quả quan trọng về số chiều được cho bởi định lý về hạng và số vô hiệu cho các ánh xạ tuyến tính.